# Trini López
Trinidad López III, conocido como Trini López (Dallas, Texas, 15 de mayo de 1937-Palm Springs, California, 11 de agosto de 2020), fue un músico, actor y cantante estadounidense de ascendencia mexicana. Su primer gran éxito, que lo hizo conocido, fue su interpretación de la canción «If I Had a Hammer», grabada en 1962.

## Biografía
López nació en el seno de una familia de escasos recursos en Dallas, Texas. A corta edad tuvo que abandonar sus estudios para colaborar al sustento de su familia. A pesar de estas circunstancias, dedicó su tiempo libre a aprender a cantar y tocar la guitarra.[cita requerida]
Formó su primera banda en Wichita Falls, Texas a los 15 años. Alrededor de 1955-56 López y su banda trabajaron en The Vegas Club, un centro nocturno propiedad de Jack Ruby, el hombre que asesinaría a Lee Harvey Oswald supuesto asesino del presidente John F. Kennedy. En 1957, recomendado por el padre de Buddy Holly, Trini y su grupo "The Big Beats" fueron con el productor Norman Petty en Clovis, New México. Les ofreció un contrato con Columbia Records (hoy Sony) liberando el sencillo "Clark's Expedition"/"Big Bou" ambos instrumentales. Dejó el grupo y realizó su primera grabación en solitario, su propia composición "The Right To Rock", para la casa grabadora Volk Records con sede en Dallas, y firmó con King Records en 1959, grabando más de una docena de sencillos para el sello, ninguno de los cuales llegó a las listas (charts).
A fines de 1962, después que el contrato con the King expiró, López siguió al productor Snuff Garrett a que se uniera a los Crickets posterior a la muerte de Buddy Holly como vocalista. Después de unas pocas semanas de audiciones en Los Angeles, California, esa idea no fructificó. Consiguió un trabajo estable en el club nocturno PJ's, donde su audiencia creció rápidamente. Escuchado por Frank Sinatra, quién iniciaba su propio sello discográfico, Reprise Records y quién firmó a López.
Comenzó su carrera musical actuando en un circuito de clubes de la costa oeste de los Estados Unidos, donde adquirió fama. El productor discográfico Don Costa le descubrió y le instó a grabar sus primeras producciones discográficas, mientras seguía actuando en el Club PJ de Hollywood, California. Su primer álbum salió a la venta en el año de 1963 y fue grabado en directo. El disco incluía la canción «If I Had a Hammer», tema con el que se dio a conocer, y que alcanzó altos índices de popularidad en radiodifusoras de 25 países.[cita requerida]
La fama alcanzada por López en esos años, hizo que el fabricante de guitarras Gibson dedicara dos modelos con su nombre.[cita requerida]
Posteriormente realizó covers de populares canciones como «Lemontree» (1965), «I'm Coming Home Cindy» (1966) y «Sally Was a Good Old Girl» (1968).[cita requerida]
Durante los años 60 y 70, López probó su fortuna como actor de cine sin alcanzar el éxito. Su primer papel en un filme fue en Marriage on the Rocks (1965), donde apareció junto a Frank Sinatra y Dean Martin. Intervino en las películas Doce del patíbulo (1967) y Antonio (1973).[cita requerida]
Además, interpretó las canciones «Lemontree» y «La bamba» en la película Poppies are also flowers (1966), en la que trabajó con actores de gran fama como Omar Sharif, Rita Hayworth, Marcello Mastroianni y Grace Kelly.[cita requerida]
También tuvo algunas apariciones en la serie de televisión Área 12 (Adam-12).[cita requerida]
En la década de 1970 continuó su carrera musical, y llegó a realizar extensas giras por Europa y América Latina.[cita requerida]
Desde entonces, López se mantuvo en actividad y participó en muchos espectáculos con fines benéficos.[cita requerida]
Falleció en Palm Springs el 11 de agosto de 2020 a los ochenta y tres años a causa de COVID-19.

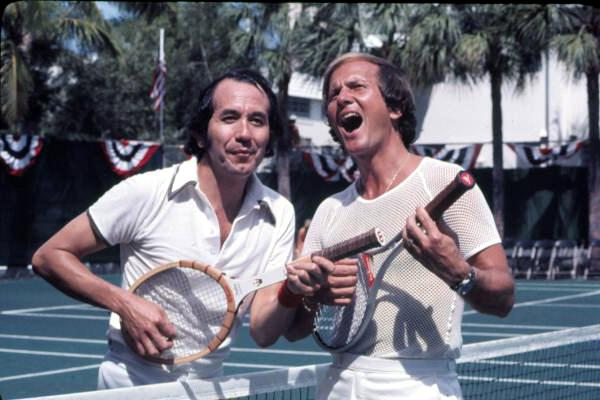
Trini López y Pat Boone, durante un juego de tenis en Fort Lauderdale, Florida.

## Filmografía parcial
- Los doce del patíbulo (1967)
- Antonio (1973)

## Discografía
Trini López ha realizado 62 álbumes durante toda su carrera (la mayoría en inglés); a continuación se detallan algunos de estos:
- Trini Live at Pj's (1963)
- More Live at Pj's
- Trini Now
- The Whole Enchilada
- Trini at Basin Street
- Trini Greatest Hits
- Trini in London (1978)
- Welcome to Trini Country
- the latín álbum

## Premios recibidos
- Incorporación en el Salón Internacional de la Fama de la Música Latina (2003).
- Inclusión en el Paseo de Las Estrellas - Las Vegas.
- Estrella en el Paseo de la Fama de Palm Springs.
- Estrella en el Paseo de la Fama de Hollywood.